# Acacia demissa
Acacia demissa é uma espécie de leguminosa do gênero Acacia, pertencente à família Fabaceae.